# Школина, Светлана Владимировна
Светла́на Влади́мировна Шко́лина (9 марта 1986, Ярцево, Смоленская область) — российская прыгунья в высоту.

## Карьера

### До 2008
Светлана Школина родилась в Ярцево, Смоленская область. Она выиграла серебряные медали на юношеском чемпионате мира 2003 и юниорском 2004. В 2005 году Школина стала чемпионкой мира среди юниоров с результатом 1,91 м. Тогда её лучшим результатом был 1,92 в Мангейме. В 2007 году Светлана выиграла чемпионат Европы до 23 лет с результатом 1,92. В этом же году она подняла свой личный рекорд до 1 метра 96 сантиметров.

### После 2008
Первым взрослым соревнованием для Светланы стали Летние Олимпийские игры в Пекине, где она добралась до финала, но заняла там только четырнадцатое место с результатом 1,93, хотя её личный рекорд был 1,98 (Казань, июль 2008). В 2009 году на чемпионате Европы в помещении Школина заняла четвёртое место. Снова четвёртой она стала на командном чемпионате Европы в Лейрии. На главном старте 2009 года — чемпионате мира в Берлине — заняла шестое место.
В начале 2010 года Светлане покорилась высота в 2 метра. Это произошло на турнире «Hochsprung mit Musik» в Арнштадте, Германия. Она заняла второе место, проиграв лишь хорватке Бланке Влашич. Следующим стартом Школиной был чемпионат мира в помещении в Дохе, где она снова стала четвёртой. Четвёртой Светлана стала и на чемпионате Европы в Барселоне.

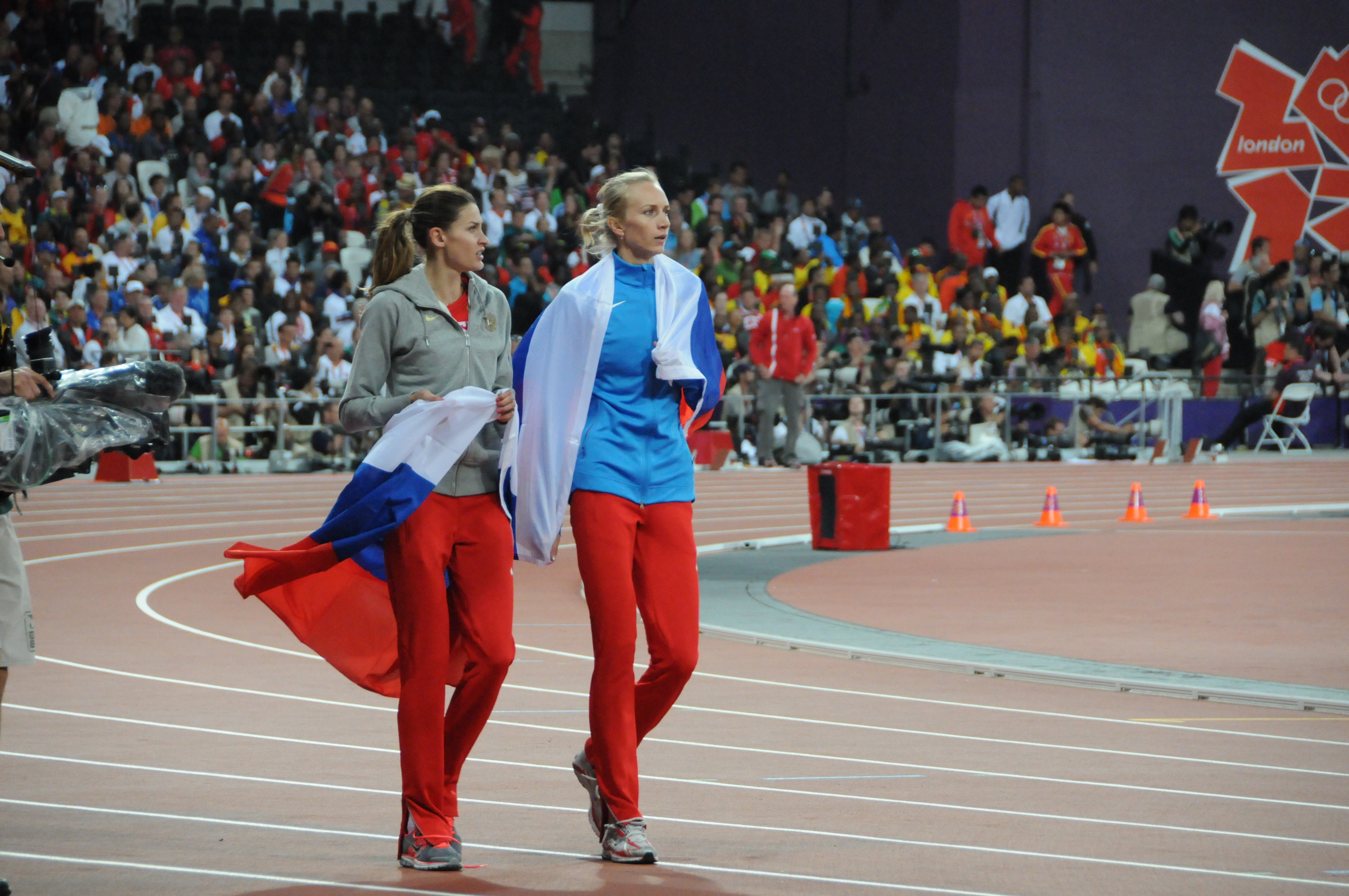
Анна Чичерова и Светлана Школина на Олимпиаде 2012

Спустя год на турнире в Банска-Бистрице Светлана Школина снова прыгнула на 2,00. Проиграла она лишь итальянке Антониетте ди Мартино, установившей национальный рекорд. Школина выступила на Европейском чемпионате в помещении в Париже, где снова стала четвёртой. На турнире «Hochsprung-Meeting Eberstadt» заняла первое место с результатом 1,99, обыграв Бланку Влашич. В квалификации чемпионата мира в Тэгу заняла второе место, а в финале была лишь пятой с результатом 1,97.
2 июня 2012 года выступила на этапе Бриллиантовой лиги в Юджине, США, где прыгнула на 2,00 и проиграла лишь Анне Чичеровой. В июле на чемпионате России Светлана показала свой лучший результат (2 метра 1 сантиметр), заняв второе место. Светлана Школина стала второй, тем самым получив путёвку на Олимпийские игры в Лондоне. На Олимпиаде в квалификации взяла с первой попытки все необходимые высоты и отобралась в финал со второго места с результатом 1,93 м. В финале вплоть до высоты 2,00 проблем не возникало, Светлана брала все высоты с первых попыток, а высоту 2,03 взяла с третьей. У Школиной и Бриджитты Барретт был одинаковый результат, однако американка по попыткам выиграла серебро (высоту 2,03 Барретт взяла со второй попытки). Светлана Школина стала бронзовым призёром Олимпийских игр. На этапе Бриллиантовой лиги в Стокгольме снова стала второй за Анной Чичеровой, а на Брюссельском этапе взяла реванш, выиграв золото.

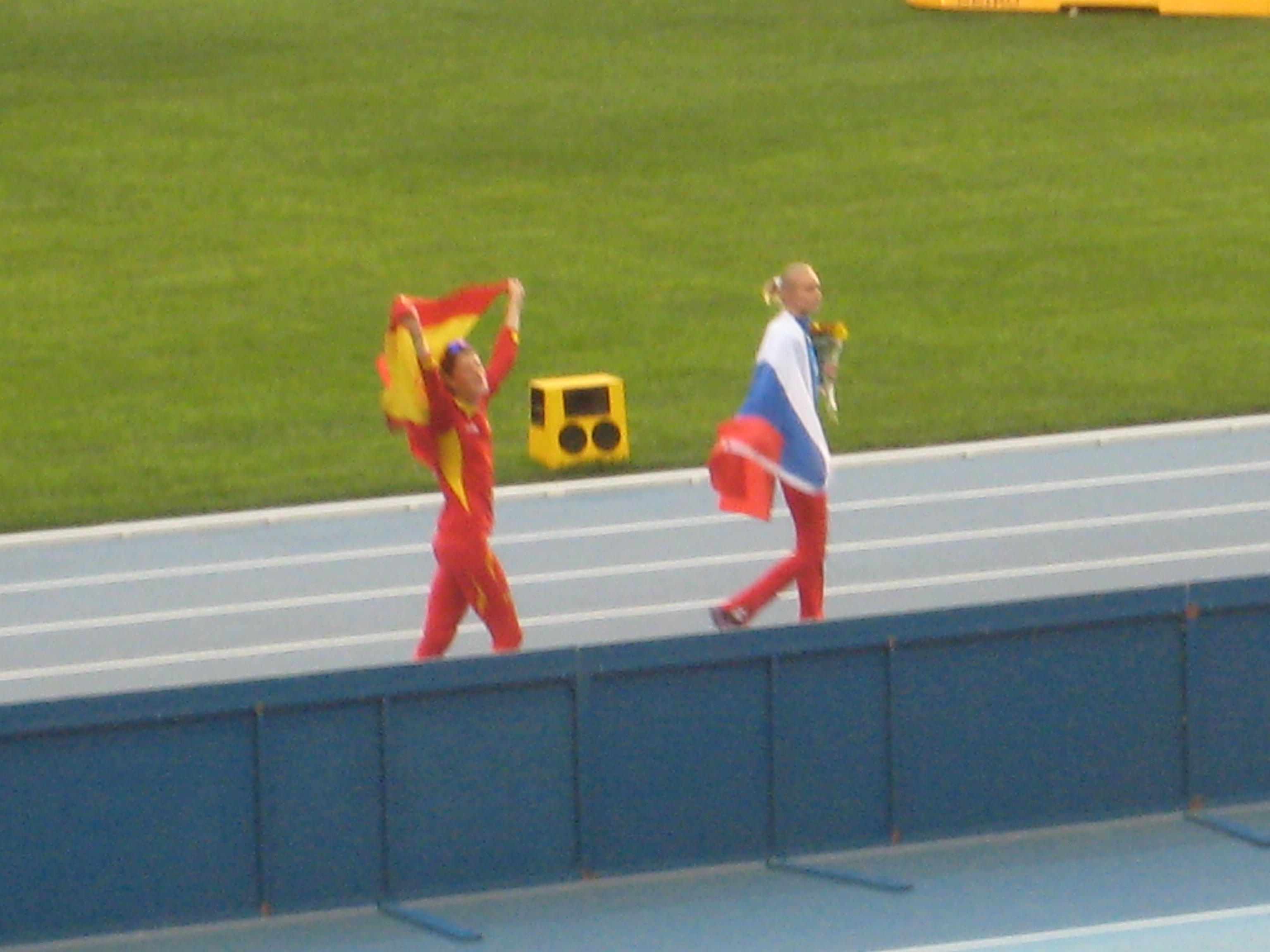
Круг почёта с бронзовым призёром Рут Бейтиа на чемпионате мира 2013

В 2013 году для Школиной первым соревнованием стал этап Бриллиантовой лиги «Golden Gala» в Риме, где она разделила золото с соотечественницей Анной Чичеровой. Уже спустя неделю, на следующем этапе Бриллиантовой лиги в Норвегии, Светлана победила Чичерову и выиграла золото. В июле Светлана выступила на чемпионате России, где победила с результатом 1,97 м. 15 августа, в квалификации чемпионата мира в Москве заняла первое место с результатом 1,92. Через два дня в финале выиграла золото, повторив личный рекорд 2,03 м. Серебро взяла американка Бриджитта Барретт, бронзу разделили Анна Чичерова и испанка Рут Бейтиа. Спустя пять дней на этапе DN Galan в Стокгольме Школина завоевала третье золото на этапах Бриллиантовой лиги 2013 года с результатом 1,97 м. Перед заключительным этапом Бриллиантовой лиги она проигрывала одно очко Анне Чичеровой, а 6 сентября в Брюсселе заняла первое место с результатом 2,00, тем самым обойдя Чичерову в общем зачёте.

## Дисквалификация
В феврале 2019 году спортивный арбитражный суд (CAS) в Лозанне признал Школину виновной в нарушении антидопинговых правил. Результаты, показанные с 16 июля 2012 года по 28 июля 2015 года, должны быть аннулированы. Школина будет лишена бронзовой награды Олимпиады-2012 в Лондоне и золотой награды чемпионата мира 2013 года. Дисквалифицирована на 4 года с 1 февраля 2019 года..
7 апреля 2021 год спортивный арбитражный суд сократил срок дисквалификации до 2 лет и 9 месяцев .

## Награды
- Медаль ордена «За заслуги перед Отечеством» II степени (13 августа 2012 года) — за большой вклад в развитие физической культуры и спорта, высокие спортивные достижения на Играх XXX Олимпиады 2012 года в городе Лондоне (Великобритания)[12].
- Заслуженный мастер спорта России (20 августа 2012 года)[13].
- «Серебряная лань» — лучший спортсмен года (Федерация спортивных журналистов России, 18 декабря 2013 года)[14].

### Лучшие результаты по годам
Источник: профиль ИААФ.
| Год  | На стадионах | На стадионах | На стадионах | В залах | В залах         | В залах    |
| Год  | Рез.         | Место        | Дата         | Рез.    | Место           | Дата       |
| ---- | ------------ | ------------ | ------------ | ------- | --------------- | ---------- |
| 2013 | 2,03         | Москва       | 17.08.2013   |         |                 |            |
| 2012 | 2,03         | Лондон       | 11.08.2012   | 1,96    | Котбус          | 25.01.2012 |
| 2011 | 1,99         | Эберштадт    | 16.07.2011   | 2,00    | Банска-Быстрица | 09.02.2011 |
| 2010 | 1,98         | Берген       | 20.06.2010   | 2,00    | Арнштадт        | 06.02.2010 |
| 2009 | 1,98         | Лейрия       | 21.06.2009   | 1,98    | Риека           | 26.01.2009 |
| 2008 | 1,98         | Казань       | 20.07.2008   | 1,96    | Гётеборг        | 29.01.2008 |
| 2007 | 1,96         | Тула         | 19.06.2007   | 1,90    | Москва          | 13.01.2007 |
| 2006 | 1,92         | Казань       | 09.07.2006   | 1,92    | Саранск         | 10.02.2006 |
| 2005 | 1,92         | Маннгейм     | 19.06.2005   | 1,84    | Москва          | 19.01.2005 |
| 2004 | 1,91         | Гроссето     | 18.07.2004   | 1,85    | Москва          | 07.02.2004 |
| 2003 | 1,88         | Краснодар    | 27.05.2003   |         |                 |            |

## Результаты соревнований
Источник: профиль ИААФ.
| Год  | Соревнования                        | Результат | Место | Город     | Дата       |
| ---- | ----------------------------------- | --------- | ----- | --------- | ---------- |
| 2003 | Чемпионат мира среди молодёжи 2003  | 1,86      | 2     | Шербрук   | 12.07.2003 |
| 2004 | Чемпионат мира среди юниоров 2004   | 1,91      | 2     | Гроссето  | 18.07.2004 |
| 2005 | Чемпионат Европы среди юниоров 2005 | 1,91      | 1     | Каунас    | 24.07.2005 |
| 2008 | Олимпийские игры 2008               | 1,93      | 14    | Пекин     | 23.08.2008 |
| 2009 | Чемпионат Европы в залах 2009       | 1,96      | 4     | Турин     | 08.03.2009 |
| 2009 | Командный чемпионат Европы 2009     | 1,98      | 4     | Лейрия    | 21.06.2009 |
| 2009 | Чемпионат мира 2009                 | 1,96      | 6     | Берлин    | 20.08.2009 |
| 2009 | Мировой финал 2009                  | 1,94      | 6     | Салоники  | 13.09.2009 |
| 2010 | Чемпионат мира в залах 2010         | 1,96      | 4     | Доха      | 13.03.2010 |
| 2010 | Чемпионат Европы 2010               | 1,97      | 4     | Барселона | 01.08.2010 |
| 2011 | Чемпионат Европы в помещении 2011   | 1,92      | 4     | Париж     | 06.03.2011 |
| 2011 | Чемпионат мира 2011                 | 1,97      | 5     | Тэгу      | 03.09.2011 |
| 2012 | Олимпийские игры 2012               | 2,03      | 3 DSQ | Лондон    | 11.08.2012 |
| 2013 | Чемпионат мира 2013                 | 2,03      | 1 DSQ | Москва    | 17.08.2013 |